# Scummy Man
Scummy Man es un cortometraje, escrito y dirigido por Paul Fraser y producido por Mark Herbert y Diarmid Scrimshaw, basado en la canción "When the Sun Goes Down" de Arctic Monkeys, y lanzado en DVD el 10 de abril de 2006 bajo Domino Records. El filme se concentra en la prostitución en Sheffield, y usa los mismos actores que en el video musical para documentar una noche en la vida de Nina, una joven de 15 años adicta a las drogas que trabaja como prostituta en el suburbio de Neepsend.
El filme empieza con Lauren Socha como Nina y Stephen Graham como George, conocido por su apodo 'Scummy Man', un violento y manipulador 'cliente' de Nina, quien ataca e intimida a Nina y a todo aquel que trata de ayudarla a escapar de la prostitución, como a un mago que le ofrece un trabajo como su asistente en su acto. El mago se vuelve víctima del comportamiento de Scummy Man pero este tiene sus propias fallas, revelación que, por influencia del director, nos induce a preguntarnos si existe una persona inherentemente buena.
Para hacer que el material se parezca a un documental, una película de 16 mm fue usada por el cinematógrafo, Danny Cohen. El DVD incluye un filme extra titulado "Just Another Day", el cual es más optimista, y se concentra en cómo los eventos diarios, así como el ser ofrecido un aventón por un taxista, presentan oportunidad y esperanza para su futuro. "Just Another Day" representa la misma cadena de eventos, pero desde la perspectiva del taxista que trae a Scummy Man a Nina, quien tiene compasión de Nina porque le recuerda a su propia hija quien murió joven y tendría la misma edad que Nina si estuviera viva.
El nombre del cortometraje viene de una línea de "When the Sun Goes Down", describiendo al "cliente" de la joven en la canción, 

And what a scummy man
Just give him half a chance, I bet he'll rob you if he can
You can see it in his eyes, yeah, that he's got a nasty plan
I hope you're not involved at all

El filme ganó el premio al Best Music DVD (Mejor DVD Musical) 1 de marzo de 2007 en los NME Awards de 2007.